# Чарли Браун
Чарльз «Чарли» Браун (англ. Charles «Charlie» Brown) — один из главных персонажей серии комиксов Peanuts, созданный Чарльзом Шульцем и впервые появившийся в комиксе 2 октября 1950 года. Является старшим братом Салли Браун, которая его очень любит. Чарли Брауна описывают как милого неудачника, обладающего бесконечной решимостью и надеждой, но который постоянно страдает от своего невезения.

## Описание
Чарли Браун — персонаж Peanuts, который появился в первом выпуске комикса 2 октября 1950 года. Не учитывая некоторые стилистические различия в рисунках Шульца того времени, Чарли Браун не менялся внешне с самого первого комикса. Однако поначалу он носил однотонную футболку; полоса в форме зигзага была добавлена 21 декабря 1950 года, чтобы добавить в комикс побольше цвета. В раннем комиксе 3 ноября 1950 года Чарли Браун говорил, что ему «всего четыре года», но за последующие 20 лет комикса он взрослел; на 17 ноября 1957 года ему было 6 лет, а на 11 июля 1979 года — «восемь с половиной лет». В последующие годы неоднократно упоминалось, что Чарли Брауну приблизительно 8 лет.
Первоначально Чарли Браун был более озорным и весёлым по сравнению с более поздними комиксами. Он подшучивал над друзьями и взрослыми, в его отношениях с Пэтти и Вайолет присутствовал романтический подтекст.
Вскоре Чарли Браун превратился в персонажа-неудачника, по которому он и известен больше всего. Многие истории в комиксе основывались на том, что он упрямо не хотел сдаваться, когда всё уже было потеряно (например, его нежелание уходить с поля для бейсбола, когда идёт сильный дождь, прерывающий его любимую игру), или на том, что плохое с ним случится в тот момент, когда кажется, что всё сложится хорошо. Чарли Браун никогда не получает валентинки и рождественские открытки, а на Хэллоуин вместо конфет ему дают камни.

## Влияние образа
- Для командного модуля астронавты корабля Аполлон-10 выбрали позывной «Чарли Браун»[6].
- Песня «Charlie Brown[англ.]» группы Coldplay. Изначально в ней были строки, связанные с персонажем, но в финальной версии их убрали[7]. Несмотря на это, название осталось прежним, так как исполнители не смогли подобрать другое.
- В фильме «Убить Билла» (эпизод 5: «Разборка в Доме Голубых Листьев») один из телохранителей О-Рэн Ишии Микки в сцене ужина в ресторане указал, что обслуживающий их официант похож на Чарли Брауна, после чего вся компания, включая владелицу ресторана, с этим согласились и стали называть его Чарли Брауном.
- В 6 серии 24 сезона мультсериала «Симпсоны» Мо говорит Гомеру, что никогда не видел у него такого выражения лица и гримаса у него, как у Чарли Брауна. Волосы Гомера в этот момент выглядят как волосы Чарли Брауна.
- В 12 серии 3 сезона сериала «Скользящие» «Поздравление с Рождеством» Куин Меллори упоминает Чарли Брауна, который не посмотрел бы на плохую елку.
- В аниме-сериале «Твоя апрельская ложь» Каори Миядзоно часто цитирует Чарли Брауна.
- Во второй главе игры Deltarune Ральзей танцует его танец.
- Чарли Браун упоминается в тексте песни "Halloween" со второго студийного альбома Keeper Of The Seven Keys Part 1 немецкой пауэр-метал группы Helloween.
- В Мультсериале Южный Парк «Чарли» один из жителей Вообряжляндии
- Также «Чарли Брауна» вместе со Снупи можно заметить в эпизоде «The Fury» мультсериала Удивительный мир Гамбола в рассказе Масами среди людей смотрящих турнир